# Glacier Darwin
Pour les articles homonymes, voir Darwin.
Le glacier Darwin est un glacier entre la chaîne Cook au nord et la chaîne Darwin et le chaînon Britannia au sud, dans la terre Victoria méridionale, en Antarctique.
La partie basse du glacier est cartographiée par l'expédition Discovery (1901-04). Il est entièrement traversé par les équipes néo-zélandaises de l'expédition Fuchs-Hillary (1956-58). Il est nommé en lien avec la chaîne Darwin, en l'honneur de Leonard Darwin, alors secrétaire honoraire de la Royal Geographical Society.